# Округ Рава-Русская
Округ Рава-Русская (нем. Bezirk Rawa Ruska, Равский уезд, пол. Powiat rawski, Русско-равский уезд) — административная единица коронной земли Королевства Галиции и Лодомерии в составе Австро-Венгрии, существовавшая в 1867—1918 годах. Административный центр — Рава-Русская.
Площадь округа в 1879 году составляла 14,0816 квадратных миль (810,26 км2), а население 76 570 человек. Округ насчитывал 71 поселение, организованные в 87 кадастровых муниципалитетов. На территории округа действовало 3 районных суда — в Раве-Русской и Немирове и Угневе.
После Первой мировой войны округ вместе со всей Галицией отошёл к Польше.